# Phare de Barletta
Le phare de Barletta (en italien : Faro di Barletta) est un phare situé au port de Barletta, dans la région des Pouilles en Italie. Il est géré par la Marina Militare.

## Histoire
Le premier phare a été construit en 1807. Le phare actuel, mis en service en 1959, est localisé à la fin du brise-lames ouest. Relié au réseau électrique, il est automatisé.

## Description
Le phare  est une tour octogonale en maçonnerie de 28 m de haut, avec galerie et lanterne, montée sur une base carrée. Le phare est en pierre blanche non peinte et le dôme de la lanterne est gris métallique. Il émet, à une hauteur focale de 40 m, deux longs éclats blancs de 2 secondes toutes les 12 secondes. Sa portée est de 17 milles nautiques (environ 32 km) pour le feu principal et 12 milles nautiques (environ 22 km) pour le feu de veille.
Identifiant : ARLHS : ITA-228 ; EF-3780 - Amirauté : E2264 - NGA : 10984 .

## Caractéristiques dufeu maritime
Fréquence : 12 s (W-W)
- Lumière : 2 secondes
- Obscurité : 2 secondes
- Lumière : 2 secondes
- Obscurité : 6 secondes

### Lien connexe
- Liste des phares de l'Italie